# Johannes Leipoldt (Historiker)
Johannes Leipoldt (* 11. Juli 1900 in Frohburg; † 5. April 1974 in Reichenbach im Vogtland) war ein deutscher Historiker, Museologe und Flurnamenforscher, der sich vor allem im Vogtland bleibende Verdienste erwarb. 

## Leben
Er war der Sohn eines Lehrers aus Frohburg, der schon bald nach Plauen in das sächsische Vogtland umzog, wo Johannes Leipoldt aufwuchs. Ab 1921 studierte er Geschichte, Germanistik und Geographie an der Universität Leipzig, wo er 1926 mit der Dissertation Die Geschichte der ostdeutschen Kolonisation im Vogtland auf der Grundlage der Siedlungsformenforschung bei Rudolf Kötzschke promovierte. Zu seinen Lehrern zählten ferner auch Walter Götz, Erich Brandenburg und Fritz Rörig. Eine akademische Laufbahn blieb Johannes Leipoldt damals verwehrt. Er erhielt lediglich befristete Arbeitsaufträge, wie die Neugestaltung der Ausstellung auf der Burgruine Reichenfels, wo er bereits Mitglied im Vogtländischen Altertumsforschenden Verein zu Hohenleuben war. 1928 wurde er für zwölf Jahre freier Mitarbeiter der „Sächsischen Flurnamenstelle“ und Geschäftsführer der „Deutschen Zentralstelle für Flurnamenforschung“ beim Hauptstaatsarchiv Dresden, wo er eng mit dem Leiter, dem dortigen Direktor und Kartographen Hans Beschorner zusammenarbeitete. In dieser Zeit gab es u. a. das „Nachrichtenblatt für deutsche Flurnamenforschung“ und die Schriftenreihe „Mitteldeutsche Heimat“ heraus.
1939 ging er aus wirtschaftlichen Gründen von Dresden als Leiter des Museums und des Stadtarchivs nach Reichenbach im Vogtland. Da er nicht der NSDAP angehörte, konnte er diese öffentliche Funktion auch nach dem Zweiten Weltkrieg ausüben. Zusätzlich übernahm er dann 1956 auch noch die Leitung des Kreismuseums Burg Mylau. Als er 1974 im 74. Lebensjahr starb, befand er sich noch voll im Berufsleben.

## Publikationen (Auswahl)
- Reichenfels und das Museum des Vogtländischen Altertumsforschenden Vereins Hohenleuben (= Mitteldeutsche Heimat, H. 2), Neupert, Plauen 1929.